# 巨人と玩具
『巨人と玩具』（きょじんとがんぐ）は、開高健の小説、及びこれを原作とした映画化作品である。

## 概要
- 昭和32年（1957年）10月号に文藝春秋新社の文芸誌「文學界」に掲載[1]。
- 昭和33年（1958年）3月に「裸の王様」（文藝春秋新社）に所蔵、単行本となる[2]。同年6月22日に大映にて映画化され、1958年のキネマ旬報ベストテンの日本映画部門では第10位となった[3]。
- 1960年には「パニック・裸の王様」で新潮社にて文庫本となり、現在も続いている[4]。

## 映画
1958年公開、上映時間95分半、カラー。

### キャスト
- 西洋介：川口浩
- 合田竜次：高松英郎
- 島京子：野添ひとみ
- 春川純二：伊藤雄之助
- 倉橋雅美：小野道子
- 矢代光平：信欣三
- 横山忠夫：藤山浩一
- 東隆三：山茶花究
- 合田鈴枝：町田博子
- 菊村須美子：山川あい子
- 藤本みゆき：堀込久子
- 中崎：伊藤直保
- 松谷：飛田喜佐夫
- 下村：春本富士夫
- 南：夏木章
- 北：大山健二
- 秋村：高村栄一
- 春岡：伊東光一
- 冬崎：花布辰男
- 夏木：潮万太郎
- 乙骨：高見貫
- 金子：武江義雄
- 黒沢：星ひかる
- 栄吉：伊達正
- キク：村田扶実子
- 猿沢：南方伸夫
- 岩崎：目黒幸子

### スタッフ
- 製作：永田秀雅
- 原作：開高健（「文學界」所載）
- 企画：藤井浩明
- 脚本：白坂依志夫
- 撮影：村井博
- 録音：渡辺利一
- 照明：米山勇
- 美術：下河原友雄
- 特殊撮影：的場徹
- 色彩技術：渡辺静郎
- 衣裳構成：真木小太郎
- 振付：矢田茂
- 音楽：塚原晢夫
- 助監督：井上芳夫
- 編集：中静達治
- 製作主任：熊田朝男
- 監督：増村保造

## あらすじ
キャラメルを主力商品とするワールド製菓株式会社では、売上の頭打ちに悩んでいた。重役たちはその原因を宣伝効果の不足にあると決め付け、同業他社に抜きん出た宣伝活動を宣伝部に求めた。野心に燃える宣伝課課長の合田竜次は子供の興味の傾向に注目した宇宙を題材にした豪華景品を企画する。一方、無名の18歳・島京子をスカウト。島京子はタクシー会社に勤める、虫歯だらけの女性であったが、有名写真家の春川純二の御機嫌を取って写真を撮らせ、マスコミ人脈を使って有名人にまつりあげる。
合田を尊敬する宣伝課の西洋介は、大学の級友の横山忠夫がいるライバル会社のジャイアンツ製菓に次のキャラメルの宣伝戦略を探る一方。
別のライバル企業であるアポロ製菓の宣伝課員の倉橋雅美と恋人になるが、お互いに次の宣伝戦略を探り合う関係になる。
ワールド、ジャイアンツ、アポロの３社が三つ巴になってキャラメルを売り出そうとするなか、ワールドは島京子を商品のイメージキャラクターとしてデビューさせるのだが、彼女は芸能界に慣れて取引をしてくるようになる。

## 制作
原作ではキャラメルという商品ついての分析がなされている。それによると、大正時代、西洋文化へのあこがれの象徴として登場したキャラメルは戦中戦後の窮乏な時期にはその古きよき大正時代の郷愁とされ、戦後十数年が経ったころには「成熟市場商品」として扱われるようになったという。
映画では景品候補としてソニコンバス（音波自動車）をはじめとする当時のおもちゃが数点みられる。